# Richard Winn
Richard Winn (* 1750  im Fauquier County, Colony of Virginia; † 19. Dezember 1818 im Maury County, Tennessee) war ein britisch-amerikanischer Politiker. Zwischen 1793 und 1797 sowie nochmals in den Jahren 1802 bis 1813 vertrat er den Bundesstaat South Carolina im US-Repräsentantenhaus. Von 1800 bis 1802 war er Vizegouverneur von South Carolina.

## Werdegang
Das genaue Geburtsdatum von Richard Winn ist unbekannt. Er wuchs noch während der britischen Kolonialzeit auf und besuchte die öffentlichen Schulen seiner Heimat. Über Georgia gelangte er im Jahr 1768 in das Fairfield County in South Carolina. Dort arbeitete er als Angestellter bei einer Bilanzfirma. Außerdem stieg er in den Baumwollhandel und andere Geschäfte ein. Winn war zeitweise auch als Landvermesser tätig.
Während des Unabhängigkeitskrieges war er Offizier in der Kontinentalarmee. Nach dem Krieg wurde Winn Generalmajor der Miliz von South Carolina. Zwischen 1779 und 1786 saß er als Abgeordneter im Repräsentantenhaus von South Carolina. Im Jahr 1788 war er als Beauftragter für Indianerangelegenheiten vor allem mit der Cherokee Nation befasst. Winn war Mitglied der vom späteren US-Präsidenten Thomas Jefferson gegründeten Demokratisch-Republikanischen Partei. 1792 wurde er als deren Kandidat im vierten Wahlbezirk von South Carolina in das US-Repräsentantenhaus in Philadelphia gewählt, wo er am 4. März 1793 die Nachfolge von Thomas Sumter antrat. Nach einer Wiederwahl im Jahr 1794 konnte er bis zum 3. März 1797 zwei Legislaturperioden im Kongress absolvieren. In dieser Zeit wurde der 11. Verfassungszusatz verabschiedet. Im Jahr 1800 wurde Winn von der Staatslegislative an der Seite von John Drayton zum Vizegouverneur des Staates South Carolina gewählt. Dieses Amt bekleidete er zwischen dem 4. Dezember 1800 und  Dezember 1802. Dabei war er Stellvertreter des Gouverneurs und Vorsitzender des Staatssenats. 
Nach dem am 15. Dezember 1801 erfolgten Rücktritt des Abgeordneten Thomas Sumter wurde Richard Winn bei der fälligen Nachwahl erneut in den inzwischen in Washington, D.C. tagenden Kongress gewählt. Dort beendete er zwischen dem 24. Januar und dem 3. März 1803 die laufende Legislaturperiode. Bei den regulären Kongresswahlen des Jahres 1802 wurde er im fünften Distrikt von South Carolina wieder in das US-Repräsentantenhaus gewählt. Dort übernahm er am 4. März 1803 den bisher von William Butler gehaltenen Abgeordnetensitz. Nach vier Wiederwahlen konnte er bis zum 3. März 1813 im Kongress verbleiben. In diese Zeit fielen der von Präsident Jefferson getätigte Louisiana Purchase und der Beginn des Britisch-Amerikanischen Krieges von 1812. Im Jahr 1804 wurde der 12. Verfassungszusatz in Kraft gesetzt.
Nach seiner Zeit im Repräsentantenhaus zog Richard Winn nach Tennessee. Dort wurde er Pflanzer. Gleichzeitig blieb er aber im Handel tätig. Er starb am 19. Dezember 1818 auf seiner Plantage in der Nähe des Duck River und wurde in Winnsboro (South Carolina) beigesetzt.